# Grand L. Bush

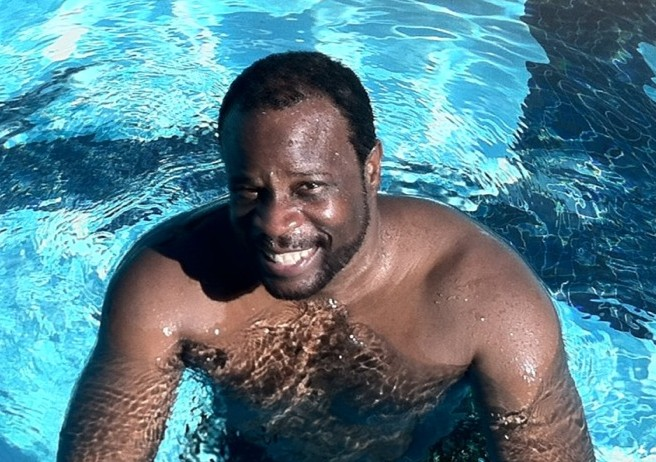
Grand L. Bush (2012)

Grand Lee Bush (* 24. Dezember 1955 in Los Angeles, Kalifornien) ist ein ehemaliger US-amerikanischer Film- und Theaterschauspieler.

## Leben
Bush wurde als Sohn von Essie und Robert Bush in Los Angeles geboren. Er studierte Schauspielerei an der University of Southern California. Sein Debüt als Schauspieler gab er am Mark Taper Forum und beim Shakespeare-Festival in Garden Grove.
Ab 1976 begann seine Hollywood-Karriere mit Auftritten in der Sitcom Good Times und der Miniserie Roots. 1979 machte er sein Kinodebüt in dem Musicalfilm Hair. 1983 wurde er für seine Darstellung im Film Hard Feelings für den kanadischen Filmpreis Genie Award nominiert.
In den darauffolgenden Jahren spielte er in vielen bekannten Filmen wie Lethal Weapon – Zwei stahlharte Profis, Stirb langsam, Lizenz zum Töten und Colors – Farben der Gewalt mit. Durch den letzterem Film entwickelte sich eine Freundschaft mit dem bekannten Schauspieler Dennis Hopper. In den 1990er Jahren wirkte er unter anderem in Filmen wie Der Exorzist III und Demolition Man mit. Für seine Rolle in Street Fighter – Die entscheidende Schlacht musste er von dem Kampfsportprofi Benny Urquidez im Boxen trainiert werden.
1991 traf er die Schauspielerin Sharon Dahlonega am Set von Freejack – Geisel der Zukunft. Die beiden heirateten 1994. Im selben Jahr rettete er einen Mann davor erschossen zu werden, was ihm eine Anerkennung der Stadt Los Angeles einbrachte.
Bush war bis einschließlich 2002 in mehr als 70 Film- und Fernsehproduktionen zu sehen. Er beendete seine Schauspieleraktivitäten und wandte sich der Medizin zu. Er machte eine Ausbildung zum Röntgenassistenten und spezialisierte sich auf Ultraschall. Seit 2010 betreibt er eine eigene Praxis in Los Angeles.

## Filmografie (Auswahl)
- 1976: Good Times (Fernsehserie, 2 Folgen)
- 1977: Barnaby Jones (Fernsehserie, Folge 6x06)
- 1978: Der unglaubliche Hulk (The Incredible Hulk, Fernsehserie, Folge 1x09)
- 1978: CHiPs (Fernsehserie, Folge 2x07)
- 1979: Hair
- 1979: Street Gangs – Kampf um Leben und Tod (Sunnyside)
- 1979: Gewalt (Act of Violence, Fernsehfilm)
- 1980: Geliebtes Land (Beulah Land, Miniserie, Folge 1x03)
- 1980: Zwei wahnsinnig starke Typen (Stir Crazy)
- 1980: Die Nacht, als der Terror tobte (The Night the City Screamed, Fernsehfilm)
- 1981: Trapper John, M.D. (Fernsehserie, Folge 2x12)
- 1981: Hard Feelings
- 1982: Fame – Der Weg zum Ruhm (Fame, Fernsehserie, Folge 1x03)
- 1982: Nachtratten (Vice Squad)
- 1982: Die nackte Pistole (Police Squad!, Fernsehserie, Folge 1x02 Kampf der Fäuste)
- 1982: Nightshift – Das Leichenhaus flippt völlig aus (Night Shift)
- 1982: Die Jeffersons (The Jeffersons, Fernsehserie, Folge 9x10)
- 1984: Weekend Pass
- 1984: Airwolf (Fernsehserie, Folge 1x09)
- 1984: Straßen in Flammen (Streets of Fire)
- 1985: Zum Teufel mit den Kohlen (Brewster’s Millions)
- 1986–1990: Hunter (Fernsehserie, 5 Folgen)
- 1987: Simon & Simon (Fernsehserie, Folge 6x13 Unterwasserdiamantenklau)
- 1987: Lethal Weapon – Zwei stahlharte Profis (Lethal Weapon)
- 1987: Hollywood Shuffle
- 1988: Colors – Farben der Gewalt (Colors)
- 1988: Stirb langsam (Die Hard)
- 1989: Endspurt (Finish Line, Fernsehfilm)
- 1989: James Bond 007 – Lizenz zum Töten (Licence to Kill)
- 1989: Brennpunkt L.A. (Lethal Weapon 2)
- 1989: Mord ist ihr Hobby (Murder, She Wrote, Fernsehserie, Folge 6x07)
- 1990: Secret Agent 00 Soul
- 1990: Todfreunde – Bad Influence (Bad Influence)
- 1990: Catchfire
- 1990: Pentagramm – Die Macht des Bösen (The First Power)
- 1990: Der Exorzist III (The Exorcist III)
- 1990: Blinder Hass (Blind Vengeance, Fernsehfilm)
- 1990: Engel des Todes (Angel of Death, Fernsehfilm)
- 1990: Leben um jeden Preis (When You Remember Me, Fernsehfilm)
- 1991: Wedlock
- 1992: Freejack – Geisel der Zukunft (Freejack)
- 1992: Maniac Cop 3 (Maniac Cop III: Badge of Silence)
- 1992–1993: Renegade – Gnadenlose Jagd (Renegade, Fernsehserie, 3 Folgen)
- 1993: Demolition Man
- 1994: Chasers – Zu sexy für den Knast (Chasers)
- 1994: Forrest Gump
- 1994: Street Fighter – Die entscheidende Schlacht (Street Fighter)
- 1996: Nash Bridges (Fernsehserie, Folge 2x02)
- 1997: Turbulence
- 1997–1998: The Visitor – Die Flucht aus dem All (The Visitor, Fernsehserie, 13 Folgen)
- 1998/1999: Walker, Texas Ranger (Fernsehserie, 2 Folgen)
- 1999: Chicago Hope – Endstation Hoffnung (Chicago Hope, Fernsehserie, Folge 6x07)
- 2001: Sheena – Königin des Dschungels (Sheena, Fernsehserie, Folge 1x18)
- 2001: Shark Hunter
- 2001: New Alcatraz
- 2002: JAG – Im Auftrag der Ehre (JAG, Fernsehserie, Folge 7x24)